# Skulte (stacja kolejowa)
Skulte – stacja kolejowa w miejscowości Skulte w gminie Limbaži na Łotwie. Wybudowana w 1934 roku w ramach budowy linii łączącej Rygę z Rūjiena. Obecnie, w wyniku skrócenia i rozbiórki pierwotnej linii, stacja końcowa linii Zemitāni – Skulte. 